# Транспортная инженерия
Транспортная инженерия — применение технологий и научных принципов к планированию, функциональному дизайну, эксплуатации и управлению объектами для любого вида транспорта в целях обеспечения безопасного, эффективного, быстрого, комфортного, удобного, экономичного и экологически безопасного перемещения людей и грузов. Это субдисциплина строительной инженерии и промышленной инженерии. Транспортная инженерия является важным компонентом строительной инженерии. О важности транспортной инженерии в строительной и промышленной инженерии можно судить по количеству подразделений в ASCE (Американское общество инженеров-строителей), которые непосредственно связаны с транспортировкой. Выделено шесть таких подразделений (космическое, авиаперевозки, шоссейные, трубопроводные, водные и городской транспорт), которые составляют одну треть от 18 технических отделов ASCE.
Планирование аспектов транспортной инженерии основано на городском планировании и предполагает техническое прогнозирование и учёт различных политических факторов. Технические прогнозирование пассажирских перевозок, как правило, включает в себя городскую транспортную модель планирования, требующую оценку поколения поездок (сколько поездок для каких целей), распределения поездок (выбор места назначения), выбор режима (какой режим принимается) и маршрут (какие улицы или маршруты используются). Более сложное прогнозирование может включать другие аспекты решений пассажира, в том числе наличие автомобиля, цепочки путешествий (решение связать индивидуальные поездки вместе в туре) и выбор жилого дома или офиса (известный как прогнозирование землепользования). Пассажирские поездки находятся в центре внимания транспортной инженерии, потому что они часто представляют основную нагрузку для любой транспортной системы.